# 第一代埃夫伯里男爵約翰·盧伯克
第四代从男爵、第一代埃夫伯里男爵约翰·卢伯克 PC DL FRS （英語： 1834年4月30日—1913年5月28日），在1865年至1900年间被称为卢伯克爵士（Sir John Lubbock），是一名英国银行家、自由党政治家、慈善家、科学家、博物学家。卢伯克在家族公司担任银行家，但在考古学、人种学和多个生物学分支领域做出了重要贡献。他创造了“旧石器时代（Paleolithic）”和“新石器时代（Neolithic）”这两个术语，并在考古学作为一门正式科学的进程中发挥了重要作用。他是X俱樂部的创始成员之一，并在19世纪进化论相关的辩论中频繁出现。此外，他还引入了保护英国考古和建筑遗迹的第一部法律。

## 早年
约翰·卢伯克于1834年出生，是伦敦银行家第三代从男爵约翰·卢伯克和他的妻子哈丽特（Harriet）的儿子。他在肯特郡唐恩（Downe）附近的高榆庄园（High Elms Estate）长大。
卢伯克的父亲曾在剑桥大学学习数学，并撰写了关于概率和天文学的著作，后来成为皇家学会院士，积极参与当时的科学辩论，并担任伦敦大学的副校长。
1842年，查尔斯·达尔文搬到唐恩，卢伯克很快成为达尔文家的常客，并与达尔文建立了深厚的友谊。这段关系激发了卢伯克对科学和进化论的热情。而卢伯克的母亲哈丽特则时一位虔诚的宗教信徒。
1845年，卢伯克开始在伊顿公学学习。完成学业后，他在父亲的卢伯克银行（Lubbock & Co.；后来与顾资银行合并）工作，并在22岁时成为合伙人。
1852年左右，他协助达尔文研究藤壶，并为其绘制插图。
1865年，他继承了家族的从男爵爵位。

## 政治生涯
1870年代初，卢伯克对政治产生兴趣。1870年和1874年，他两度当选为梅德斯通的自由党国会议员（MP）。1880年他落选，但随后被选为伦敦大学选区议员。他自1872年起已是该大学的校长。卢伯克的政治生涯成就斐然，重点关注四大领域：推动中小学科学教育；国债、自由贸易等经济问题；古迹保护；以及为工人阶级争取额外假期和缩短工时。
他成功推动了多项立法，包括《1871年公共假期法案》（Bank Holidays Act 1871）、《1882年古迹法案》（Ancient Monuments Act 1882）和其他28项法案。
1886年自由党因爱尔兰自治问题分裂，卢伯克加入了自由统一党，反对爱尔兰自治。
卢伯克的政治理念深受其科学研究影响，尤其是对早期人类社会的研究。他认为道德具备可塑性，通过国家课程体系的教育，儿童的思想可朝向民主、自由和道德方向发展。因此，他大力支持《1870年初等教育法令》，并在1870年代和1880年代为全国性课程表的引入辩护。
1878年，他成为大英博物馆董事。
1879年，卢伯克成为银行家研究所（Institute of Bankers）的首任所长。
1881年，任不列顛科學協會主席。
1881年至1886年，任伦敦林奈协会主席。
1883年3月，他创立了银行职员孤儿院（Bank Clerks Orphanage，今银行家慈善基金）。
1884年1月，他创立了比例代表学会（Proportional Representation Society），即后来的选举改革学会（Electoral Reform Society）。

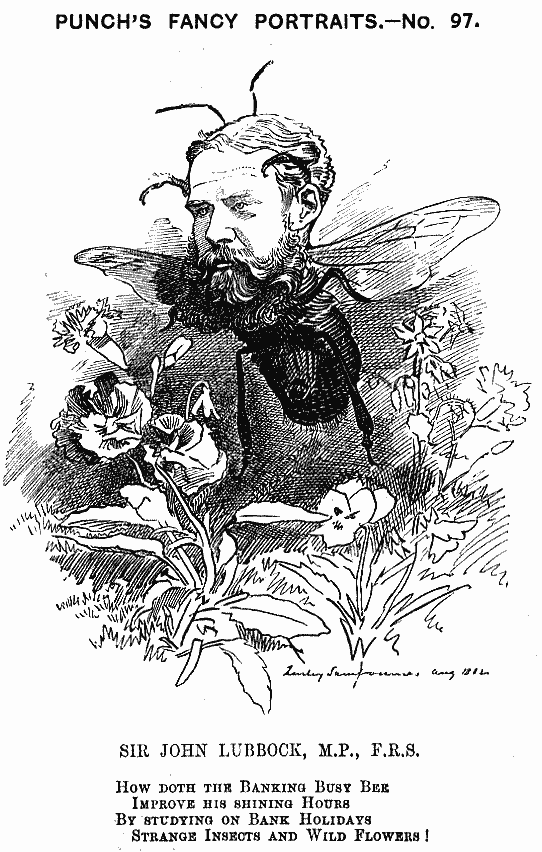
《笨拙》杂志上的卢伯克肖像，1882年

为表彰他对科学的贡献，牛津大学、剑桥大学（他于1886年在此主持雷德讲座）、爱丁堡大学、都柏林圣三一大学和维尔茨堡大学都授予他荣誉学位。
1888年到1892年，他担任倫敦商會会长，随后出任英国商会协会（Association of Chambers of Commerce of the United Kingdom）会长。
1889年至1890年，任伦敦郡议会副主席。1890年至1892年，任伦敦郡议会主席。1890年2月，他成为枢密院顾问，1891年担任新币设计委员会主席。
1900年1月22日，他被封为威尔特郡的埃夫伯里男爵，以表彰他对当地石器时代遗址的保护。
1900年至1902年，任皇家统计学会主席。
1902年8月，他获颁德国科学和艺术功勳勳章。
1905年11月，他与彭威斯的考特尼勋爵共同创立英德友好委员会（Anglo-German Friendship Committee），以对抗英国国内的反德情绪。

## 考古学和生物学

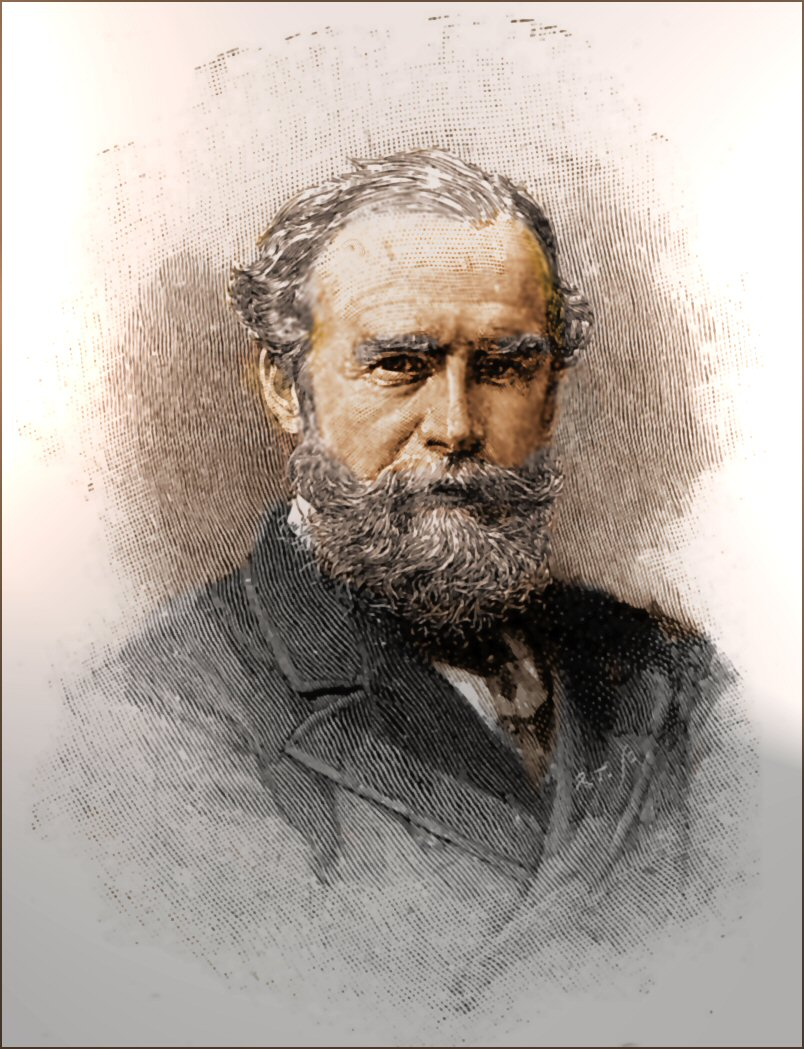
1891年《河岸杂志》上的卢伯克

1855年，他和查尔斯·金斯莱在砾石坑中发现了一头麝牛的头骨，因此受到达尔文表扬。伯克和约翰·埃文斯在奥地利哈尔施塔特发掘的铁器时代文物现收藏于大英博物馆。1860年牛津进化论辩论中，他发言支持进化论者托马斯·亨利·赫胥黎。在1860年代他发表了许多文章，以考古证据来支持达尔文的理论。1864年，他与赫胥黎等人一起成为X俱樂部的创始成员，以推广进化论和学术自由主义思想。他担任过许多重要学术职务，1864年至1865年任伦敦民族学学会会长、1865年任林奈学会副主席，1868年任国际史前考古大会（International Congress of Prehistoric Archaeology）主席。 1865 年，他出版了《史前时代》（Pre-Historic Times）一书，成为19世纪的经典考古教科书，其第七版也是最后一版于1913年出版。
1871年至1872年，他担任大不列颠和爱尔兰人类学学会会长，1871年担任皇家学会副主席。在此期间，他曾与建立现代考古学学科的另一位关键人物约翰·埃文斯一起工作。他发明了“旧石器时代”（Palaeolithic）和“新石器时代”（Neolithic）两个词，还推广了达尔文的人性与人性发展理论，他“坚持认为，由于自然选择，人类之间已经开始变得不同，这不仅体现在文化上，而且体现在他们运用文化的能力上。”
1870年代，他在埃夫伯里买下大量地皮以防止当地的石头阵被破坏性开发。这也促使他相信需要以立法来保护文化遗产。1874年，他提出了一项议会法案，以明确需要法律保护的古代遗址。经过多次辩论后，1882年原版本的弱化版，即《古迹法》（The Ancient Monuments Act）诞生，成为了后来英国在册古迹保护的先驱。
卢伯克也是一位颇有名气的业余生物学家，撰写过《蚂蚁、蜜蜂和黄蜂：对会社交的膜翅目动物习性的观察记录》（Ants, Bees and Wasps: a record of observations on the habits of the social hymenoptera，1884）和《弹尾目和缨尾目专著》（Monograph on the Collembola and Thysanura）等生物学著作。他发现蚂蚁对近紫外波段的光敏感。1874年他成为英国养蜂人协会（British Beekeepers Association）的第一任主席。

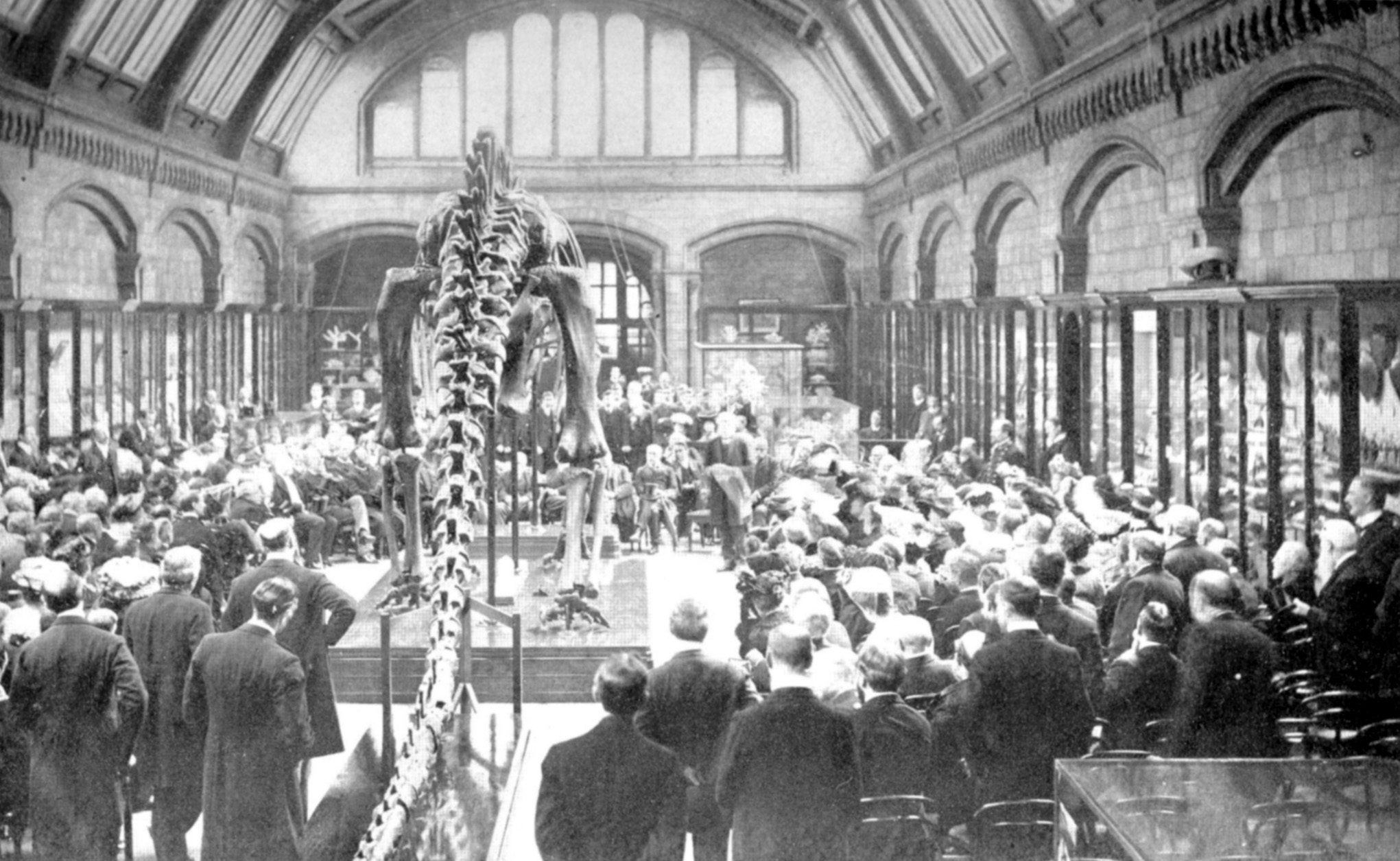
1905年5月12日，卢伯克向自然历史博物馆的董事展示首个卡内基梁龙（Diplodocus carnegii）复制品

他与达尔文来往频繁。达尔文从卢伯克的父亲那里租用了一块土地，并于1874年用自己的一个牧场换来这块土地的所有权。达尔文于1882年去世后，卢伯克建议将葬礼安排在西敏寺，并写信给院长来安排此事。在达尔文下葬时，他是护柩者之一。
他还研究过人与动物的交互，1884年5月，《科学美国人》发表了一篇文章以记载他的相关实验。
1884年，他成为美國哲學會院士，1893年又成为美国文物学会院士。

## 家庭
卢伯克有八个兄弟和三个姐妹。
卢伯克于1856年4月与艾伦·弗朗西斯·霍登（Ellen Frances Horden）结婚。在她去世五年后，1884年5月17日与奥古斯都·皮特·里弗斯的女儿爱丽丝·莱恩·福克斯（Alice Lane Fox）结婚 。他在肯特郡布罗德斯泰斯附近重建了金斯盖特城堡（Kingsgate Castle）作为家宅。1913年去世后，长子约翰继承了他的爵位。
他被葬于伦敦法恩伯勒的圣吉尔斯修士教堂。三年后，他的遗体被迁出，连同标记其墓地的凯尔特十字石碑一起安葬于距教堂几百码的家族墓地。

## 著作
- Lubbock J. (1865) Pre-Historic Times, As Illustrated by Ancient Remains, and the Manners and Customs of Modern Savages, Williams & Norgate, London
- Lubbock J. (1870) The Origin of Civilisation and the Primitive Condition of Man, Longmans, Green & Co., London
- Lubbock J. (1871) Monograph on the Collembola and Thysanura, Ray Society, London
- Lubbock J. (1872) On the Origin and the Metamorphoses of Insects, Macmillan & Co., London
- Lubbock J. (1873) British Wild Flowers Considered in relation to Insects, Macmillan & Co., London
- Lubbock J. (1874) Scientific Lectures, Macmillan & Co., London
- Lubbock J. (1877) "Ant Intelligence （页面存档备份，存于）", Scientific American article, 31 March 1877, p. 198-199
- Lubbock J. (1879) Addresses, Political and Educational, Macmillan & Co., London
- Lubbock J. (1881) Fifty Years of Science, Being the Address Delivered at York to the British Association, August 1881, Macmillan & Co., London
- Lubbock J. (1882) Ants, Bees and Wasps: A Record of Observations on the Habits of the Social Hymenoptera, Keegan Paul, Trench, Trübner, & Co. Ltd., London: 442 pp.
- Lubbock J. (1882) Chapters in Popular Natural History, National Society, London
- Lubbock J. (1883) On Representation, Swan Sonnenschein & Co., Berne
- Lubbock J. (1882) Flowers, Fruits and Leaves, Macmillan & Co., London
- Lubbock J. (1883) On the Senses, Instincts and Intelligence of Animals, With Special Reference to Insects, Keegan Paul, Trench, Trübner, & Co. Ltd., London: 512 pp.
- Lubbock J. (1887–89) The pleasures of life, (2 volumes) Macmillan & Co., London
- Lubbock J. (1889) La Vie des Plantes, Hachette Livre
- Lubbock J. (1890) Flowers and Insects, Macmillan & Co., London (Included in later compilations)
- Lubbock J. (1892) The Beauties of Nature, Macmillan & Co., London
- Lubbock J. (1894) The Use of Life, Macmillan & Co., London
- Lubbock J. (1896) The Scenery of Switzerland, Macmillan & Co., London
- Lubbock J. (1898) On Buds and Stipules, Keegan Paul, Trench, Trübner, & Co. Ltd., London: 239 pp.
- Lubbock J. (1902) The Scenery of England, Macmillan & Co., London
- Lubbock J. (1902) A Short History of Coins and Currency, John Murray
- Lubbock J. (1904) Free Trade, Macmillan & Co., London
- Lubbock J. (1905) Notes on The Life History of British Flowering Plants, Macmillan & Co., London
- Lubbock J. (1905) Happiness and Thrift, Macmillan & Co., London
- Lubbock J. (1906) On Municipal and National Trading, Macmillan & Co., London
- Lubbock J. (1909) On Peace and Happiness, Macmillan & Co., London
- Lubbock J. (1911) Marriage, Totemism and Religion, Longmans, Green & Co., London

## 扩展阅读
- Freeman, R.B. . Folkestone: William Dawson & Sons Ltd. 1978  [2022-03-20]. （原始内容存档于2011-08-31）.
- Grant Duff U. (1924) The life-work of Lord Avebury, Watts & Co., London.
- Hutchinson H.G. (1914) Life of Sir John Lubbock, Lord Avebury, London. Volume 1. 2
- Parsons, F.D. (2009) 'Thomas Hare and Political Representation in Victorian Britain' (Palgrave Macmillan)
- Patton M. (2007) Science, politics & business in the work of Sir John Lubbock – a man of universal mind, Ashgate, London.
- Pearn, Alison (2014) "The teacher taught? What Charles Darwin owed to John Lubbock" （页面存档备份，存于）. Notes Rec R Soc Lond. Mar 20; 68(1): 7–19.
- Sir John Lubbock in The Columbia Encyclopedia, (Sixth Edition, 2001)
- Trigger B.G. (1989) A history of archaeological thought, (revised 2006) Cambridge University Press, Cambridge.
- Kains-Jackson, C.P (1880) " Our Ancient Monuments and the Land Around them, with a preface by Sir John Lubbock", Elliot Stock, London.